# العريف الغربي (المكلا)

تعديل مصدري - تعديل

العريف الغربي هي إحدى قرى عزلة المكلا بمديرية المكلا التابعة لمحافظة حضرموت، بلغ تعداد سكانها 89 نسمة حسب تعداد اليمن لعام 2004.